# 1993
1993 (MCMXCIII) je bilo navadno leto, ki se je po gregorijanskem koledarju začelo na petek.

## Dogodki

### Januar – junij
- 1. januar – z razdelitvijo Češkoslovaške postaneta Češka in Slovaška samostojni neodvisni državi.
- 3. januar – ameriški predsednik George H. W. Bush in ruski predsednik Boris Jelcin podpišeta drugi dogovor o omejevanju strateške oborožitve (START II).
- 13. januar – podpisana je Konvencija o kemičnem orožju, ki prepoveduje razvoj, izdelavo, uporabo in delanje zalog kemičnega orožja.
- 20. januar – Bill Clinton nasledi Georgea H. W. Busha na mestu predsednika Združenih držav Amerike.
- 3. februar  – Sečoveljske soline so kot prvo slovensko območje vpisane med mokrišča mednarodnega pomena po Ramsarski konvenciji.
- 5. februar – Belgija spremeni državno ureditev iz unitarne monarhije v federalno.
- 19. februar – ustanovljena Slovenska škofovska konferenca.
- 26. februar – v bombnem napadu na newyorški World Trade Center umre šest ljudi, več kot tisoč je ranjenih.
- 12. marec – kriminalna združba izvede koordiniran bombni napad na več zgradb v indijskem Mumbaju, v katerem umre 257 ljudi, več sto je ranjenih.
- 22. marec – podjetje Intel prične dobavljati procesorje Pentium.
- 27. marec – Jiang Zemin postane predsednik Ljudske republike Kitajske.
- 8. april – Makedonija postane članica Organizacije združenih narodov pod imenom »Nekdanja jugoslovanska republika Makedonija«.
- 12. april – vojna v Bosni in Hercegovini: letala zveze NATO pričnejo z operacijo Deny Flight da bi uveljavila prepoved vojaških poletov nad Bosno in Hercegovino.
- 16. april – vojna v Bosni in Hercegovini: srebreniška enklava je razglašena za »varno območje« pod nadzorom sil OZN.
- 30. april – obsesiven ljubitelj Steffi Graf z nožem zabode Moniko Seleš na teniškem turnirju v Hamburgu.
- 1. maj – samomorilski napadalec iz vrst Tamilskih tigrov ubije predsednika Šri Lanke Ranasingeja Premadaso.
- 9. maj – Juan Carlos Wasmosy postane prvi demokratično izvoljeni predsednik Paragvaja po 39 letih.
- 12. maj – Slovenija sprejeta v Svet Evrope, skupaj z Estonijo, Litvo, Češko, Slovaško in Romunijo.
- 24. maj – Eritreja postane neodvisna država.
- 25. maj – z resolucijo Varnostnega sveta OZN je ustanovljeno Mednarodno sodišče za vojne zločine na območju nekdanje Jugoslavije.
- 1. junij – s prvimi večstrankarskimi parlamentarnimi volitvami v Burundiju se konča obdobje vojaške vladavine Tutsijev v državi.
- 27. junij – ameriški predsednik Bill Clinton ukaže zračne napade na Bagdad kot povračilo zaradi razkritja iraškega načrta atentata na njegovega predhodnika Busha.

### Julij – december
- 19. julij – ameriški predsednik Bill Clinton razglasi doktrino »ne vprašaj, ne povej« glede homoseksualcev v ameriški vojski.
- 21. julij – Mariborska orožarska afera: predstavniki ministrstva za obrambo RS odkrijejo 130 ton pehotnega orožja v zabojnikih na mariborskem letališču z deklaracijo da vsebujejo humanitarno pomoč.
- 22. julij – eden od vrhuncev obleganja Sarajeva, na mesto je izstreljenih rekordnih 3.777 granat v enem dnevu.
- 9. avgust – Albert II. postane kralj Belgijcev po smrti svojega brata Baudouina I.
- 31. avgust – zadnji ruski vojak zapusti Litvo.
- 13. september – izraelsko-palestinski konflikt: voditelj PLO Jaser Arafat, izraelski premier Jicak Rabin in ameriški predsednik Bill Clinton v Washingtonu podpišejo prvi sporazum med sprtima stranema.
- 17. september – zadnji ruski vojak zapusti Poljsko.
- 24. september – v Kambodži je ponovno vzpostavljena monarhija pod vladavino kralja Norodoma Sihanuka.
- 30. september – v hudem potresu z močjo 7,4 po Richterjevi lestvici v indijski zvezni državi Maharaštra umre 20.000 ljudi.
- 3. – 4. oktober – državljanska vojna v Somaliji: med operacijo Gotska strupenjača s ciljem zajetja vodstva Somalske narodne zveze se vname obsežen spopad med ameriškimi silami in protivladnimi uporniki.
- 4. oktober – vojaški poseg in aretacija Jelcinovih nasprotnikov končata ustavno krizo zaradi spora med parlamentom in predsednikom v Rusiji.
- 21. oktober – atentat na predsednika Burundija Melchiorja Ndadaya sproži državljansko vojno v Burundiju.
- 1. november – v veljavo stopi Maastrichtska pogodba, s čimer je uradno ustanovljena Evropska unija.
- 9. november – v hrvaškem tankovskem obstreljevanju Mostarja je uničen znameniti Stari most.
- 21. november – na strežniku Instituta Jožef Stefan je objavljena prva slovenska spletna stran.
- 2. december – v akciji kolumbijskih oblasti je ubit šef narkomafije Pablo Escobar.

## Rojstva
- 4. januar – Jure Ferjan, slovenski ekonomist, novinar in politik
- 7. januar – Jan Oblak, slovenski nogometaš
- 13. januar – Andrej Hoivik, slovenski politik in kemik
- 17. februar – Marc Márquez, španski motociklistični dirkač
- 26. februar – Taylor Marie Dooley, ameriška filmska in televizijska igralka
- 26. junij – Ariana Grande, ameriška pevka in igralka
- 27. junij – Gabriela Gunčíková, češka pevka
- 26. julij – Maša Grošelj, slovenska dramska igralka
- 3. avgust – David Amaro, slovenski glasbenik

## Smrti
- 6. januar – Dizzy Gillespie, ameriški trobentač (* 1917)
- 19. januar – Eleanor Hibbert, angleška pisateljica (* 1906)
- 20. januar – Audrey Hepburn, britanska igralka (* 1929)
- 22. januar – Kobo Abe, japonski pisatelj (* 1924)
- 23. januar – Robert Sutton Harrington, ameriški astronom (* 1942)
- 26. januar – Robert Jacobsen, danski kipar in slikar (* 1912)
- 1. februar – Desanka Maksimović, srbska pesnica in pisateljica (* 1898)
- 11. februar – Robert W. Holley, ameriški biokemik, nobelovec (* 1922)
- 20. februar – Ferruccio Lamborghini, italijanski industrialist (* 1916)
- 20. marec – Polykarp Kusch, nemško-ameriški fizik, nobelovec (* 1911)
- 26. marec – Anton Peterlin, slovenski fizik (* 1908)
- 31. marec – Brandon Lee, ameriški igralec (* 1965)
- 23. april – César Estrada Chávez, mehiško-ameriški delavski aktivist (* 1927)
- 24. april – Tran Duc Thao, vietnamski postkolonialni marksistični filozof (* 1917)
- 4. maj – France Štiglic, slovenski režiser (* 1919)
- 8. maj – Debiprasad Chattopadhyaya, indijski filozof (* 1918)
- 7. junij – Dražen Petrović, hrvaški košarkar (* 1964)
- 19. junij – William Golding, britanski pisatelj, nobelovec (* 1911)
- 21. junij – Miško Baranja, slovenski gostinec in cimbalist, član Beltinške bande (* 1920)
- 3. julij – Walter Markov, nemški zgodovinar slovenskega rodu (* 1909)
- 6. julij – John Gatenby Bolton, angleško-avstralski astronom (* 1922)
- 10. julij – Ivan Maček, slovenski general in politik (* 1908)
- 31. julij – Baudouin I., kralj Belgijcev (* 1930)
- 16. avgust – René Dreyfus, francoski dirkač Formule 1 (* 1905)
- 23. avgust – Edvard Ravnikar, slovenski arhitekt (* 1907)
- 16. september – Rok Petrovič, slovenski alpski smučar (* 1966)
- 20. september – Erich Hartmann, nemški vojaški pilot (* 1922)
- 29. september – Vladimir Pavšič - Matej Bor, slovenski pesnik, pisatelj in dramatik (* 1913)
- 25. oktober – Vincent Price, ameriški igralec (* 1911)
- 28. oktober – Jurij Mihajlovič Lotman, ruski jezikoslovec (* 1922)
- 31. oktober – Federico Fellini, italijanski filmski režiser (* 1920)
- 1. november – Severo Ochoa, špansko-ameriški biokemik, nobelovec (* 1905)
- 20. november – Ferdinand Chesarek, ameriški general slovenskega rodu (* 1914)
- 22. november – Anthony Burgess, angleški pisatelj, jezikoslovec in kritik (* 1917)
- 2. december – Pablo Escobar, kolumbijski mafijec in tihotapec (* 1949)
- 4. december – Frank Zappa, ameriški kitarist in skladatelj (* 1940)
- 7. december – Wolfgang Paul, nemški fizik, nobelovec (* 1913)
- 20. december – William Edwards Deming, ameriški fizik in statistik (* 1900)

## Nobelove nagrade
- Fizika – Russell Alan Hulse, Joseph Hooton Taylor Jr.
- Kemija – Kary Mullis, Michael Smith
- Fiziologija ali medicina – Richard J. Roberts, Phillip Allen Sharp
- Književnost – Toni Morrison
- Mir – Nelson Mandela in Frederik Willem de Klerk